# Harry Prowell
Harry Prowell (ur. 10 lipca 1936 w Gujanie Brytyjskiej, zm. 27 czerwca 2000) – gujański lekkoatleta (długodystansowiec), olimpijczyk.
Wziął udział w igrzyskach olimpijskich w 1968. Zajął 50. miejsce w biegu maratońskim, z czasem 2:57:01,4 (zawody ukończyło 57 biegaczy).
Brał udział w Igrzyskach Imperium Brytyjskiego i Wspólnoty Brytyjskiej 1966, na których zajął 11. miejsce w biegu na 6 mil (31:24,0). Cztery lata później wystąpił w maratonie, którego nie ukończył. Zgłoszony był również do biegów na 5000 i 10 000 metrów, jednak nie pojawił się na starcie. Na Igrzyskach Panamerykańskich 1967 zajął ósme miejsce w biegu na 10 000 metrów.
W latach 1958–1965 Prowell zdobył osiem medali na mistrzostwach Brytyjskich Indii Zachodnich.
Rekord życiowy w maratonie – 2:39:11 (1968).